# Hermann Bengtson
Hermann Bengtson (Ratzeburgo, 2 de julio de 1909 - Múnich, 2 de noviembre de 1989) fue un historiador alemán de la antigüedad clásica, profesor universitario y rector de la Universidad de Wurzburgo.

## Vida
Hermann Bengtson estudió Historia, Filología Clásica, Egiptología y Asiriología en Hamburgo, Pisa y Múnich de 1930 a 1934, donde se doctoró en 1935 con Walter Otto. Ya había sido miembro del NSDAP desde 1933 y era miembro de la SA desde 1937. En Múnich dirigió un grupo de trabajo sobre "la penetración del judaísmo en el mundo antiguo". En 1939 se le otorgó el título de Dr. habil. en Múnich, pero el título de profesor (venia legendi) no se otorgó hasta 1940 en Heidelberg bajo la dirección de Fritz Schachermeyr, ya que su habilitación había encontrado dificultades en Múnich.
El servicio militar temporal (1939-41 y 1944/45) durante la Segunda Guerra Mundial no interrumpió la carrera científica de Bengtson. Continuó trabajando en su habilitación durante la guerra contra la Unión Soviética. En 1941, Bengtson envió cartas de amor a la guerra desde el Frente Oriental al Rector de la Universidad de Múnich, el convencido nacionalsocialista Walther Wüst, donde fue nombrado profesor en Múnich. En 1940 trabajó en Heidelberg, en 1941 en Múnich como profesor privado y en 1942 recibió una cátedra extraordinaria de  historia antigua en Jena. Desde 1944 Viktor Burr lo representó allí.
Después de la guerra, a Bengtson se le negó la entrada a la zona de ocupación soviética por su actitud hacia el nacionalsocialismo, y luego se trasladó a Múnich. Fue oficialmente despedido del servicio universitario de Jena el 15 de marzo de 1946 por su pertenencia al NSDAP y a la SA. En el proceso de desnazificación fue clasificado como «compañero de viaje». En 1949 recuperó sus calificaciones docentes y fue nombrado profesor extraordinario en Múnich. Desde 1951 fue asistente de la recién fundada Kommission für Alte Geschichte und Epigraphik (Comisión de Historia Antigua y Epigrafía). En 1952 aceptó la oferta de profesor titular de Historia Antigua en la Universidad Julius-Maximilians-Universidad de Wurzburgo, de la que se convirtió en rector en 1959/1960. Tres años después Bengtson se trasladó a Tubinga y en 1966 volvió a Múnich, donde ocupó una sede hasta su jubilación en 1977. Incluso después de su retiro, Bengtson continuó dando conferencias en la Universidad de Múnich.

## Trabajo
Siguiendo a su maestro Walter Otto, Bengtson se ocupó inicialmente de la historia griega, especialmente del helenismo, pero también de la historia del derecho y la papirología. Más tarde también escribió presentaciones y estudios individuales sobre temas de historia romana. Su Einführung in die Alte Geschichte (Introducción a la Historia Antigua) se convirtió en una obra estándar y se publicó en numerosas ediciones entre 1949 y 1979.
Desde 1953 fue el editor del Handbuch der Altertumswissenschaft, escribiendo él mismo los volúmenes sobre historia griega e historia romana. Desde 1955 fue también coeditor del Beiträge zur Papyrusforschung und antiken Rechtsgeschichte y desde 1952 durante veinte años coeditó la renombrada revista Historia. Bengtson fue miembro de la Real Sociedad Científica de Lund desde 1962, miembro de la Real Academia Flamenca de Ciencias y Artes de Bélgica en 1965 y miembro de la Academia de Ciencias de Baviera en Múnich en 1968. En 1970 se convirtió en miembro de pleno derecho del Instituto Arqueológico Alemán, y en 1973 en miembro honorario de la Society for the Promotion of Hellenic Studies de Londres. En 1971 Bengtson fue galardonado con la Orden Bávara del Mérito por sus servicios a la ciencia.

## Selección de obras
- Die Strategie in der hellenistischen Zeit. Ein Beitrag zum antiken Staatsrecht (= Münchener Beiträge zur Papyrusforschung und antiken Rechtsgeschichte. Bd. 26, 32, 36, ISSN 0936-3718). 3 Bände. Beck, Múnich 1937–1952.
- Einzelpersönlichkeit und athenischer Staat zur Zeit des Peisistratos und des Miltiades (= Sitzungsberichte der Bayerischen Akademie der Wissenschaften. Philosophisch-Historische Abteilung. Jg. 1939, H. 1, ISSN 0342-5991). Verlag der Bayerischen Akademie der Wissenschaften, Múnich 1939.
- Einführung in die Alte Geschichte. Biederstein, Múnich 1949 (8., durchgesehene und ergänzte Auflage. Beck, Múnich 1979, ISBN 3-406-00443-1; mehrere Übersetzungen).
- Griechische Geschichte von den Anfängen bis in die römische Kaiserzeit (= Handbuch der Altertumswissenschaft. Abt. 3, Teil 4). Beck, Múnich 1950 (5., durchgesehene und ergänzte Auflage. ebenda 1977, ISBN 3-406-06660-7; Unveränderter Nachdruck der 5., durchgesehene und ergänzte Auflage. ebenda 1996, mehrere Übersetzungen).
- Über die Zukunft unserer Universitäten. Rede gehalten am 28. November 1959 in Würzburg zur Rektoratsübergabe (= Würzburger Universitätsreden. H. 25, ISSN 0178-5664). Julius-Maximilians-Universität, Wurzburgo 1959.
- Republik und Kaiserzeit bis 284 n. Chr. (= Handbuch der Altertumswissenschaft. Abt. 3, Teil 5: Grundriß der römischen Geschichte. Mit Quellenkunde. Bd. 1). Beck, Múnich 1967 (3., durchgesehene und ergänzte Auflage. ebenda 1982, ISBN 3-406-08617-9).
- Zur Geschichte des Brutus (= Sitzungsberichte der Bayerischen Akademie der Wissenschaften. Philosophisch-Historische Abteilung. Jg. 1970, H. 1). Verlag der Bayerischen Akademie der Wissenschaften, Múnich 1970.
- Die Olympischen Spiele in der Antike. Artemis, Zürich u. a. 1971 (3., durchgesehene Auflage. ebenda 1983, ISBN 3-7608-4047-7).
- Zu den Proskriptionen der Triumvirn (= Sitzungsberichte der Bayerischen Akademie der Wissenschaften. Philosophisch-Historische Abteilung. Jg. 1972, H. 3). Verlag der Bayerischen Akademie der Wissenschaften, Múnich 1972, ISBN 3-7696-1445-3.
- Zum Partherfeldzug des Antonius (= Sitzungsberichte der Bayerischen Akademie der Wissenschaften. Philosophisch-Historische Abteilung. Jg. 1974, H. 1). Verlag der Bayerischen Akademie der Wissenschaften, Múnich 1974, ISBN 3-7696-1455-0.
- Kleine Schriften zur Alten Geschichte. Beck, Múnich 1974, ISBN 3-406-03702-X.
- Herrschergestalten des Hellenismus. Beck, Múnich 1974, ISBN 3-406-03702-X (Übersetzung in die russische Sprache).
- Marcus Antonius. Triumvir und Herrscher des Orients. Beck, Múnich 1977, ISBN 3-406-06600-3.
- Gestalter der Alten Welt. Epochengeschichte der Antike in historischen Portraits. Wewel, Múnich 1989, ISBN 3-87904-087-7.
- Die hellenistische Weltkultur. Steiner-Verlag, Stuttgart 1988, ISBN 3-515-05004-3.
- Geschichte der Alten Welt (= Fischer-Taschenbücher 4426 Geschichte). Fischer-Taschenbuch-Verlag, Frankfurt am Main 1989, ISBN 3-596-24426-9 (postum erschienen; auch Übersetzung in die niederländische Sprache).